# Лазар Замфиров
Лазар Замфиров е български духовник, деец на Вътрешната македоно-одринска ревлюционна организация.

## Биография
Лазар Замфиров е роден в щипското село Преод, тогава в Османската империя, днес в Северна Македония. В 1895 година е ръкоположен за свещеник. В 1896 година е заклет от Мише Развигоров в училището „Свети Архангел Михаил“ в Щип като член на ВМОРО. След като архивът на Развигоров попада в ръцете на властите, Замфиров е арестуван и затворен в Свети Никола. След като е освободен бяга в Румъния и след 10 месеца поради амнистия се връща в Преод. В 1902 година след като войводата Гено Димитров убива поляка Кязим е отново арестуван, затворен в Свети Никола, а по-късно в Щип и Скопие и изтезаван. В Скопския затвор го заварва Илинденско-Преображенското въстание. След въстанието е освободен. Посреща в дома си четата на Борис Сарафов. През юли 1904 година се присъединява към четата на Мише Развигоров, която се опитва да помогне на обсадения Славейко Арсов и участва в наказанието на предателите на Арсов сърбомани от село Кокошине. Участва в конгреса на Скопски революционен окръг в Гюрищкия манастир в 1907 година. След конгреса поради предателство е арестуван заедно с Данаил от Тръстеник. Затворен е в Скопие и му е поискано смъртно наказание. Освободени са след година и половина, благодарение на адвоката младотурчин Халил ефенди от Солун срещу 210 наполеона. След Хуриета войводата Стойко решава да организира атентат срещу султан Мехмед, който ще пътува до Косово, чрез повреждане на железопътната линия Велес - Скопие. Подготовката е издадена и поп Лазар става нелегален четник при войводата Иван Бърльо. След три месеца заминава за България. Установява се в никополското село Гулянци, където синът му Ангел Поплазаров е свещеник.